# 会津信用金庫
会津信用金庫（あいづしんようきんこ、英語：Aizu Shinkin Bank）は、福島県会津若松市に本店を置く信用金庫である。キャッチフレーズは、「あなたといっしょ、いい未来」を制定している。
福島県内すべての信用金庫では、セブン銀行（片乗り入れ）・イオン銀行と提携しているが、当金庫では新銀行東京とは提携していない。
2007年（平成19年）7月2日に、当金庫でICキャッシュカードが導入された（ただし当金庫では現時点では生体認証は未導入である）。
2018年度決算による自己資本比率は、17.99%

## 沿革
- 1940年（昭和15年）12月 - 産業組合法に基づく、有限責任会津若松信用組合を設立する。
- 1941年（昭和16年）3月 - 会津実業信用組合・若松庶民金庫・会津信用組合・勧業信用組合と合併する。
- 1943年（昭和18年）9月 - 市街地信用組合法に基づき、改組する。
- 1950年（昭和25年）4月 - 中小企業協同組合法に基づき、改組する。
- 1951年（昭和26年）10月 - 信用金庫法に基づき、会津信用金庫となる。

## totoの払い戻し店
スポーツ振興くじ(toto)当選券の払い戻し店は以下の店舗でのみ取り扱う。
- 本店
- 喜多方東支店